# Нелле ван Лоттум
Нелле ван Лоттум (нід. Noëlle van Lottum, нар. 12 липня 1972) — колишня нідерландська тенісистка, яка виступала також за Францію.
Здобула один одиночний та один парний титул туру WTA.
Найвищу одиночну позицію світового рейтингу — 57 місце досягла 11 січня 1993, парну — 59 місце — 21 вересня 1992 року.
Завершила кар'єру 1999 року.
Старша сестра Джона ван Лоттума.

## Фінали Туру WTA

### Одиночний розряд 1 (1-0)
| Легенда: до 2009        | Легенда: починаючи з 2009 |
| ----------------------- | ------------------------- |
| Grand Slam (0/0)        |                           |
| WTA Championships (0/0) |                           |
| Tier I (0/0)            | Premier Mandatory (0/0)   |
| Tier II (0/0)           | Premier 5 (0/0)           |
| Tier III (0/0)          | Premier (0/0)             |
| Tier IV & V (1/0)       | International (0/0)       |

| Результат | W/L | Дата     | Турнір                    | Покриття | Опонент      | Рахунок  |
| --------- | --- | -------- | ------------------------- | -------- | ------------ | -------- |
| Перемога  | 1–0 | Лют 1992 | Wellington, Нова Зеландія | Тверде   | Донна Фейбер | 6–4, 6–0 |

### Парний розряд 4 (1-3)
| Результат | W/L | Дата     | Турнір                                      | Покриття | Партнер           | Опоненти                         | Рахунок       |
| --------- | --- | -------- | ------------------------------------------- | -------- | ----------------- | -------------------------------- | ------------- |
| Поразка   | 1.  | Лип 1992 | ECM Prague Open, Чехія                      | Ґрунт    | Ева Швіглерова    | Карін Кшвендт Петра Шварц        | 4–6, 6–2, 5–7 |
| Поразка   | 2.  | Вер 1992 | Paris, Франція                              | Ґрунт    | Рейчел Макквіллан | Сандра Чеккіні Патрісія Тарабіні | 5–7, 1–6      |
| Перемога  | 1.  | Кві 1994 | Таранто, Італія                             | Ґрунт    | Іріна Спирля      | Сандра Чеккіні Ізабель Демонжо   | 6–3, 2–6, 6–1 |
| Поразка   | 3.  | Жов 1996 | Commonwealth Bank Tennis Classic, Індонезія | Тверде   | Тіна Кріжан       | Александра Фусаї Керрі-Енн Г'юз  | 4–6, 4–6      |

## Фінали ITF
| Легенда          |
| ---------------- |
| Турніри $100,000 |
| Турніри $75,000  |
| Турніри $50,000  |
| Турніри $25,000  |
| Турніри $10,000  |

### Одиночний розряд (4-1)
| Результат | Ранг | Дата             | Турнір                  | Покриття   | Опонент         | Рахунок       |
| --------- | ---- | ---------------- | ----------------------- | ---------- | --------------- | ------------- |
| Перемога  | 1.   | 20 лютого 1989   | Буенос-Айрес, Аргентина | Ґрунт      | Флоренсія Лабат | 7–5, 6–4      |
| Перемога  | 2.   | 17 вересня 1995  | Карлові Вари, Чехія     | Ґрунт      | Адріана Герші   | 6-2, 6-3      |
| Поразка   | 3.   | 16 липня 1996    | Будапешт, Угорщина      | Ґрунт      | Стефані Девіль  | 2–6, 2–6      |
| Перемога  | 4.   | 3 листопада 1996 | Пуатьє, Франція         | Тверде (i) | Амелі Кокто     | 1–6, 6–3, 6–2 |
| Перемога  | 5.   | 13 липня 1997    | Пухгайм, Німеччина      | Ґрунт      | Віраг Чурго     | 6–0, 6–2      |

### Парний розряд (7-8)
| Результат | Ранг | Дата              | Турнір                        | Покриття   | Партнер         | Опоненти                              | Рахунок            |
| --------- | ---- | ----------------- | ----------------------------- | ---------- | --------------- | ------------------------------------- | ------------------ |
| Поразка   | 1.   | 27 березня 1989   | Мулен (Іль і Вілен), Франція  | Тверде     | Mara Eijkenboom | Катрін Танв'є Сандрін Тестю           | 4–6, 3–6           |
| Перемога  | 2.   | 13 листопада 1989 | Сантьяго, Чилі                | Ґрунт      | Софі Альбінус   | Luciana Della Casa Giulia Toschi      | 6–2, 6–2           |
| Перемога  | 3.   | 12 листопада 1990 | Маунт-Гамбір, South Австралія | Тверде     | Джо-Анн Фолл    | Керрі-Енн Г'юз Джастін Годдер         | 7–5, 6–4           |
| Поразка   | 4.   | 11 лютого 1996    | Мар-дель-Плата, Аргентина     | Тверде     | Маріон Маруска  | Лаура Монтальво Паола Суарес          | 3–6, 1–6           |
| Поразка   | 5.   | 11 лютого 1996    | Мурсія, Іспанія               | Ґрунт      | Кім де Вейлле   | Зілке Маєр Петра Шварц                | 3–6, 3–6           |
| Поразка   | 6.   | 28 жовтня 1996    | Пуатьє, Франція               | Тверде (i) | Анікве Снейдерс | Ольга Барабанщикова Нірупама Санджив  | 2–6, 3–6           |
| Поразка   | 7.   | 10 листопада 1996 | Рамат-га-Шарон, Ізраїль       | Тверде     | Анікве Снейдерс | Кірстін Фрає Седа Норландер           | 2–6, 5–7           |
| Поразка   | 8.   | 8 грудня 1996     | Сержі (Валь-д'Уаз), Франція   | Тверде (i) | Кірстін Фрає    | Анджела Леттьєр Мейлен Ту             | 4–6, 6–2, 4–6      |
| Поразка   | 9.   | 9 березня 1997    | Рокфорд (Іллінойс), США       | Тверде     | Олена Брюховець | Джанет Лі Марія Страндлунд            | 6–7, 3–6           |
| Перемога  | 10.  | 13 липня 1997     | Пухгайм, Німеччина            | Ґрунт      | Кірстін Фрає    | Марія Фернанда Ланда Седа Норландер   | 6–1, 6–2           |
| Поразка   | 11.  | 1 березня 1998    | Bushey, Велика Британія       | Килим (i)  | Кірстін Фрає    | Труді Мусгрейв Ширлі-Енн Сіддалл      | 6–7, 6–4, 2–6      |
| Перемога  | 12.  | 15 березня 1998   | Біль (місто), Швейцарія       | Тверде (i) | Кірстін Фрає    | Нансі Фебер Тіна Кріжан               | 6–3, 3–6, 7–6(7–4) |
| Перемога  | 13.  | 26 квітня 1998    | Ешпіню, Португалія            | Килим (i)  | Кім де Вейлле   | Кірстін Фрає Зілке Маєр               | 4–6, 6–3, 7–5      |
| Перемога  | 14.  | 13 липня 1998     | Дармштадт, Німеччина          | Ґрунт      | Лоранс Куртуа   | Віраг Чурго Нора Кевеш                | 7–5, 6–2           |
| Перемога  | 15.  | 20 червня 1999    | Градо, Італія                 | Ґрунт      | Леа Жирарді     | Флавія Пеннетта Трейсі Алмеда-Сінгіан | 1–6, 6–4, 6–4      |